# Liste von Burgen, Schlössern und Festungen im Département Côte-d’Or
Die Liste von Burgen, Schlössern und Festungen im Département Côte-d’Or listet bestehende und abgegangene Anlagen im Département Côte-d’Or auf. Das Département zählt zur Region Bourgogne-Franche-Comté in Frankreich.

Wappen des Départements Côte-d’Or (21)
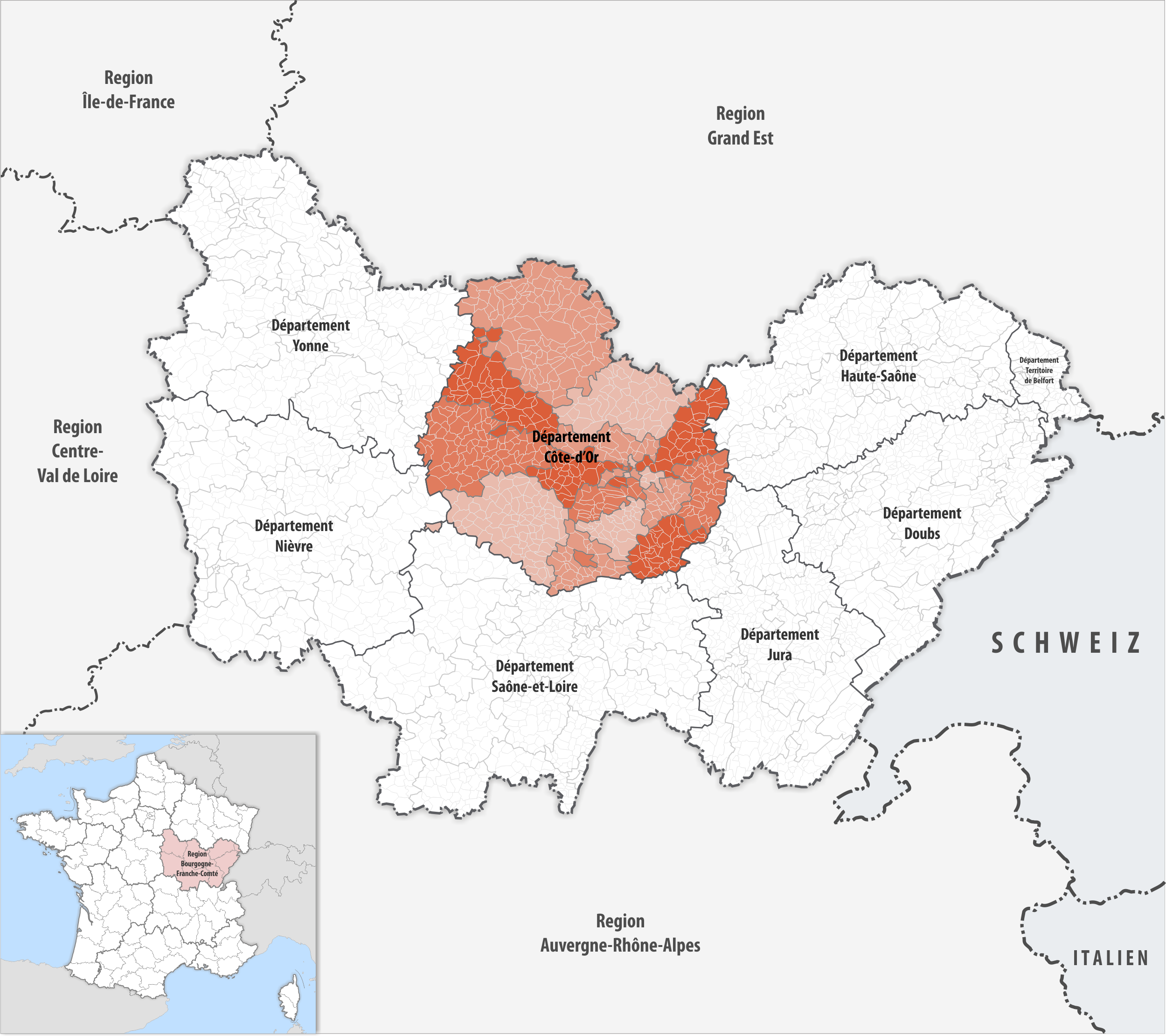
Lage des Départements Côte-d’Or in der Region Bourgogne-Franche-Comté
Lage der Region Bourgogne-Franche-Comté in Frankreich

## Liste
Bestand am 13. September 2022: 330
| Name deu / fra                                                            | Gemeinde / Lage                          | Typ (Untertyp)              | Bemerkungen                                                                   | Bild |
| ------------------------------------------------------------------------- | ---------------------------------------- | --------------------------- | ----------------------------------------------------------------------------- | ---- |
| Festes Haus Agencourt Maison forte d'Agencourt                            | Agencourt                                | Burg (Festes Haus)          |                                                                               |      |
| Schloss Agey Château d'Agey                                               | Agey 47,283323° N, 4,766149° O           | Schloss                     | Im 16. und 18. Jahrhundert erbaut                                             |      |
| Schloss Aiserey Château d'Aiserey                                         | Aiserey                                  | Schloss                     |                                                                               |      |
| Schloss Aisy                                                              | Aisy-sous-Thil                           | Schloss                     |                                                                               |      |
| Schloss Ampilly-le-Sec                                                    | Ampilly-le-Sec                           | Schloss                     |                                                                               |      |
| Schloss Antigny Château d'Antigny                                         | Foissy                                   | Schloss                     | Im Weiler Antigny-le-Château                                                  |      |
| Schloss Arceau Château d'Arceau                                           | Arceau                                   | Schloss                     |                                                                               |      |
| Schloss Arcelot Château d'Arcelot                                         | Arceau                                   | Schloss                     |                                                                               |      |
| Schloss Arconcey Château d'Arconcey                                       | Arconcey                                 | Schloss                     |                                                                               |      |
| Burg Arnay-le-Duc Château fort d'Arnay-le-Duc                             | Arnay-le-Duc                             | Burg                        |                                                                               |      |
| Schloss Arnay-le-Duc Château d'Arnay-le-Duc                               | Arnay-le-Duc                             | Schloss                     |                                                                               |      |
| Burg Aubigny Château fort d'Aubigny                                       | Aubigny-lès-Sombernon                    | Burg                        | Ruine                                                                         |      |
| Schloss Autricourt Château d'Autricourt                                   | Autricourt                               | Schloss                     |                                                                               |      |
| Schloss Auvillars Château d'Auvillars                                     | Auvillars-sur-Saône                      | Schloss                     |                                                                               |      |
| Burg Auxonne Château d'Auxonne (Château forteresse Louis XI)              | Auxonne                                  | Burg                        |                                                                               |      |
| Burg Avosnes Château fort d'Avosnes                                       | Avosnes                                  | Burg                        |                                                                               |      |
| Schloss Balivet                                                           | Liernais                                 | Schloss                     |                                                                               |      |
| Schloss Barbirey Château de Barbirey                                      | Barbirey-sur-Ouche                       | Schloss                     |                                                                               |      |
| Schloss Bard-lès-Époisses                                                 | Bard-lès-Époisses                        | Schloss                     |                                                                               |      |
| Schloss Barjon Château de Barjon                                          | Barjon                                   | Schloss                     |                                                                               |      |
| Schloss Le Bas Fossé Château du Bas Fossé                                 | Perrigny-sur-l’Ognon                     | Schloss                     |                                                                               |      |
| Schloss Beaumont-sur-Vingeanne Château de Beaumont-sur-Vingeanne          | Beaumont-sur-Vingeanne                   | Schloss                     |                                                                               |      |
| Schloss Beaune Château de Beaune                                          | Beaune                                   | Schloss                     |                                                                               |      |
| Schloss Beauregard Château de Beauregard                                  | Longvic                                  | Schloss                     |                                                                               |      |
| Schloss Beauregard Château de Beauregard                                  | Nan-sous-Thil                            | Schloss                     |                                                                               |      |
| Fort Beauregard Fort de Beauregard                                        | Fénay                                    | Festung                     |                                                                               |      |
| Schloss Beire-le-Châtel Château de Beire-le-Châtel                        | Beire-le-Châtel                          | Schloss                     |                                                                               |      |
| Schloss Belan-sur-Ource Château de Belan-sur-Ource                        | Belan-sur-Ource                          | Schloss                     |                                                                               |      |
| Schloss Belleneuve Château de Belleneuve                                  | Belleneuve                               | Schloss                     |                                                                               |      |
| Schloss La Berchère Château de la Berchère                                | Boncourt-le-Bois                         | Schloss                     |                                                                               |      |
| Schloss Bessey Château de Bessey                                          | Bessey-lès-Cîteaux                       | Schloss                     |                                                                               |      |
| Herrenhaus Bézouotte Manoir de Bézouotte                                  | Bézouotte                                | Schloss (Herrenhaus)        |                                                                               |      |
| Schloss Bierre Château de Bierre                                          | Le Val-Larrey                            | Schloss                     |                                                                               |      |
| Schloss Billy-lès-Chanceaux Château de Billy-lès-Chanceaux                | Billy-lès-Chanceaux                      | Schloss                     |                                                                               |      |
| Schloss Blagny Château de Blagny                                          | Blagny-sur-Vingeanne                     | Schloss                     |                                                                               |      |
| Schloss Blaisy-Haut Château de Blaisy-Haut                                | Blaisy-Haut                              | Schloss                     |                                                                               |      |
| Schloss Blancey Château de Blancey                                        | Blancey                                  | Schloss                     |                                                                               |      |
| Schloss Le Bon Espoir Château du Bon Espoir                               | Aisey-sur-Seine                          | Schloss                     |                                                                               |      |
| Schloss Bourbilly Château de Bourbilly                                    | Vic-de-Chassenay                         | Schloss                     |                                                                               |      |
| Schloss Bousselange Château de Bousselange                                | Bousselange                              | Schloss                     |                                                                               |      |
| Schloss Bouzot Château de Bouzot                                          | Boux-sous-Salmaise                       | Schloss                     |                                                                               |      |
| Schloss Brazey Château de Brazey                                          | Brazey-en-Morvan                         | Schloss                     |                                                                               |      |
| Burg Brémur Château fort de Brémur                                        | Brémur-et-Vaurois                        | Burg                        |                                                                               |      |
| Schloss Bressey-sur-Tille Château de Bressey-sur-Tille                    | Bressey-sur-Tille                        | Schloss                     |                                                                               |      |
| Schloss Bretenière Château de Bretenière                                  | Bretenière                               | Schloss                     |                                                                               |      |
| Schloss Brochon Château de Brochon                                        | Brochon                                  | Schloss                     |                                                                               |      |
| Schloss Brognon Château de Brognon                                        | Brognon                                  | Schloss                     |                                                                               |      |
| Schloss Broin Château de Broin                                            | Broin                                    | Schloss                     |                                                                               |      |
| Schloss Broindon Château de Broindon                                      | Broindon                                 | Schloss                     |                                                                               |      |
| Villa Bruno Colin                                                         | Aloxe-Corton                             | Schloss (Villa)             |                                                                               |      |
| Schloss Buffon Hôtel de Buffon                                            | Montbard                                 | Schloss (Hôtel particulier) |                                                                               |      |
| Schloss Bussy-la-Pesle Château de Bussy-la-Pesle                          | Bussy-la-Pesle                           | Schloss                     |                                                                               |      |
| Schloss Bussy-Rabutin Château de Bussy-Rabutin                            | Bussy-le-Grand                           | Schloss                     |                                                                               |      |
| Schloss Cenfosse Château de Cenfosse                                      | Liernais                                 | Schloss                     |                                                                               |      |
| Schloss Challanges Château de Challanges                                  | Beaune                                   | Schloss                     |                                                                               |      |
| Festes Haus La ferme de Challanges Maison forte de la ferme de Challanges | Beaune                                   | Burg (Festes Haus)          |                                                                               |      |
| Schloss Chamesson                                                         | Chamesson                                | Schloss                     |                                                                               |      |
| Schloss Champagne                                                         | Champagne-sur-Vingeanne                  | Schloss                     |                                                                               |      |
| Burg Champrenault Château de Champrenault                                 | Champrenault                             | Burg                        |                                                                               |      |
| Festes Haus Charmes Maison forte de Charmes                               | Charmes                                  | Burg (Festes Haus)          |                                                                               |      |
| Burg Charny Château de Charny                                             | Charny                                   | Burg                        | Ruine                                                                         |      |
| Burg Châteauneuf-en-Auxois Château de Châteauneuf-en-Auxois               | Châteauneuf                              | Burg                        |                                                                               |      |
| Herzogsburg Châtillon-sur-Seine Château des ducs de Bourgogne             | Châtillon-sur-Seine                      | Burg                        | Ruine, war Burg der Herzöge von Burgund                                       |      |
| Burg Châtellenot Château de Châtellenot                                   | Châtellenot                              | Burg                        |                                                                               |      |
| Festes Haus Chaudenay Maison forte de Chaudenay                           | Chevannay                                | Burg (Festes Haus)          |                                                                               |      |
| Burg Chaudenay-le-Château Château de Chaudenay                            | Chaudenay-le-Château                     | Burg                        | Ruine                                                                         |      |
| Schloss La Chaume Château de La Chaume                                    | Corgoloin                                | Schloss                     |                                                                               |      |
| Burg Chazeuil Château de Chazeuil                                         | Chazeuil                                 | Burg                        |                                                                               |      |
| Schloss Chenecières Château de Chenecières                                | Saint-Marc-sur-Seine                     | Schloss                     |                                                                               |      |
| Festes Haus Cheuge Maison forte de Cheuge                                 | Cheuge                                   | Burg (Festes Haus)          |                                                                               |      |
| Schloss Chevannay Château de Chevannay                                    | Chevannay                                | Schloss                     |                                                                               |      |
| Burg Chevigny Château de Chevigny                                         | Millery                                  | Burg                        |                                                                               |      |
| Schloss Chevigny-Saint-Sauveur Château de Chevigny-Saint-Sauveur          | Chevigny-Saint-Sauveur                   | Schloss                     |                                                                               |      |
| Schloss Chivres                                                           | Chivres                                  | Schloss                     |                                                                               |      |
| Schloss Chorey Château de Chorey                                          | Chorey-les-Beaune                        | Schloss                     |                                                                               |      |
| Schloss Cissey Château de Cissey                                          | Merceuil                                 | Schloss                     |                                                                               |      |
| Schloss Citeaux Château de Citeaux                                        | Meursault                                | Schloss                     |                                                                               |      |
| Burg Clomot Château de Clomot                                             | Clomot                                   | Burg                        |                                                                               |      |
| Schloss Collonges-lès-Bévy Château de Collonges-lès-Bévy                  | Collonges-lès-Bévy                       | Schloss                     |                                                                               |      |
| Schloss La Commaraine Château de la Commaraine                            | Pommard                                  | Schloss                     |                                                                               |      |
| Schloss Commarin Château de Commarin                                      | Commarin                                 | Schloss                     |                                                                               |      |
| Villa Comte Senard Maison comte Senard                                    | Aloxe-Corton                             | Schloss (Villa)             |                                                                               |      |
| Burg Conforgien Château de Conforgien                                     | Saint-Martin-de-la-Mer                   | Burg                        |                                                                               |      |
| Schloss Corabœuf Château de Corabœuf                                      | Ivry-en-Montagne                         | Schloss                     |                                                                               |      |
| Schloss Corcelles-les-Arts Château de Corcelles-les-Arts                  | Corcelles-les-Arts                       | Schloss                     |                                                                               |      |
| Schloss Corton Château de Corton                                          | Aloxe-Corton                             | Schloss                     |                                                                               |      |
| Schloss Corton C. Château Corton C. (Château de Corton André)             | Aloxe-Corton                             | Schloss                     |                                                                               |      |
| Schloss Corton Grancey Château Corton Grancey                             | Aloxe-Corton                             | Schloss                     |                                                                               |      |
| Schloss Couchey Château de Couchey                                        | Couchey                                  | Schloss                     |                                                                               |      |
| Schloss Courcelles-les-Montbard Château de Courcelles-les-Montbard        | Courcelles-lès-Montbard                  | Schloss                     |                                                                               |      |
| Schloss Courcelles-lès-Semur Château de Courcelles-lès-Semur              | Courcelles-lès-Semur                     | Schloss                     |                                                                               |      |
| Schloss Courlon Château de Courlon                                        | Courlon                                  | Schloss                     |                                                                               |      |
| Schloss Courtivron Château de Courtivron                                  | Courtivron                               | Schloss                     |                                                                               |      |
| Schloss Couternon Château de Couternon                                    | Couternon                                | Schloss                     |                                                                               |      |
| Schloss Créancey Château de Créancey                                      | Créancey                                 | Schloss                     |                                                                               |      |
| Schloss Crécey-sur-Tille Château de Crécey-sur-Tille                      | Crécey-sur-Tille                         | Schloss                     |                                                                               |      |
| Schloss Cussigny Château de Cussigny                                      | Corgoloin                                | Schloss                     |                                                                               |      |
| Schloss Darcey Château de Darcey                                          | Darcey                                   | Schloss                     |                                                                               |      |
| Abteipalast Dijon Palais abbatial Saint-Bénigne                           | Dijon                                    | Schloss (Palais)            | Dieser im 18. Jahrhundert errichtete bischöfliche Palast wurde nie vollendet  |      |
| Herzogspalast Dijon Palais des ducs de Bourgogne                          | Dijon                                    | Schloss (Palais)            | Ensemble mehrerer historischer Gebäude aus dem 14., 15. und 18. Jahrhundert   |      |
| Königsburg Dijon Château de Dijon                                         | Dijon                                    | Burg                        | Die Königsburg befand sich im Stadtzentrum von Dijon und existiert nicht mehr |      |
| Schloss Dracy-lès-Vitteaux Château de Dracy-lès-Vitteaux                  | Marcilly-et-Dracy                        | Schloss                     |                                                                               |      |
| Herzogsburg Duesme Château ducal de Duesme                                | Duesme                                   | Burg                        | Ruine                                                                         |      |
| Schloss Échalot Château d'Échalot                                         | Échalot                                  | Schloss                     |                                                                               |      |
| Schloss Écutigny Château d'Écutigny                                       | Écutigny                                 | Schloss                     |                                                                               |      |
| Schloss Éguilly Château d'Éguilly                                         | Éguilly                                  | Schloss                     |                                                                               |      |
| Schloss Entre-Deux-Monts Château d'Entre-Deux-Monts                       | Nuits-Saint-Georges                      | Schloss                     |                                                                               |      |
| Schloss Époisses Château d'Époisses                                       | Époisses                                 | Schloss                     |                                                                               |      |
| Schloss Essarois Château d'Essarois                                       | Essarois                                 | Schloss                     |                                                                               |      |
| Schloss Étais Château d'Étais                                             | Étais                                    | Schloss                     |                                                                               |      |
| Schloss Étalante Château d'Étalante                                       | Étalante                                 | Schloss                     |                                                                               |      |
| Schloss Étrabonne Château d'Étrabonne                                     | Champagne-sur-Vingeanne                  | Schloss                     |                                                                               |      |
| Schloss Flammerans Château de Flammerans                                  | Flammerans                               | Schloss                     |                                                                               |      |
| Schloss Flavignerot Château de Flavignerot                                | Flavignerot                              | Schloss                     |                                                                               |      |
| Schloss Flée Château de Flée                                              | Flée                                     | Schloss                     |                                                                               |      |
| Schloss Fontaine-Française Château de Fontaine-Française                  | Fontaine-Française                       | Schloss                     |                                                                               |      |
| Schloss Fontaine-lès-Dijon Château de Fontaine-lès-Dijon                  | Fontaine-lès-Dijon                       | Schloss                     |                                                                               |      |
| Schloss La Forgeotte Château de la Forgeotte                              | Saint-Nicolas-lès-Cîteaux                | Schloss                     |                                                                               |      |
| Festes Haus Le Fossé Maison forte du Fossé                                | Échevannes                               | Burg (Festes Haus)          |                                                                               |      |
| Burg Frôlois Château de Frôlois                                           | Frôlois                                  | Burg                        |                                                                               |      |
| Schloss Gamay Château de Gamay                                            | Saint-Aubin                              | Schloss                     |                                                                               |      |
| Schloss Gemeaux Château de Gemeaux                                        | Gemeaux                                  | Schloss                     |                                                                               |      |
| Burg Gevrey-Chambertin Château de Gevrey-Chambertin                       | Gevrey-Chambertin                        | Burg                        |                                                                               |      |
| Schloss Gevrolles                                                         | Gevrolles                                | Schloss                     |                                                                               |      |
| Schloss Gilly-lès-Cîteaux Château de Gilly-lès-Cîteaux                    | Gilly-lès-Cîteaux                        | Schloss                     |                                                                               |      |
| Schloss Gissey Château de Gissey                                          | Gissey-sous-Flavigny                     | Schloss                     |                                                                               |      |
| Schloss Gissey-le-Vieil Château de Gissey-le-Vieil                        | Gissey-le-Vieil                          | Schloss                     |                                                                               |      |
| Schloss Gouville Château de Gouville                                      | Corcelles-les-Monts                      | Schloss                     |                                                                               |      |
| Schloss Grancey Château de Grancey                                        | Grancey-le-Château-Neuvelle              | Schloss                     |                                                                               |      |
| Schloss Grand-Champ Château de Grand-Champ                                | Soussey-sur-Brionne                      | Schloss                     |                                                                               |      |
| Burg Grignon Château de Grignon                                           | Grignon                                  | Burg                        |                                                                               |      |
| Schloss Guenichot de Nogent Château Guenichot de Nogent                   | Rouvres-en-Plaine                        | Schloss                     |                                                                               |      |
| Burg Gurgy-la-Ville Château de Gurgy-la-Ville                             | Gurgy-la-Ville                           | Burg                        |                                                                               |      |
| Burg Hauteroche Château de Hauteroche                                     | Hauteroche                               | Burg                        |                                                                               |      |
| Burg der Herzöge von Burgund Château des ducs de Bourgogne                | Aisey-sur-Seine                          | Burg                        | Abgegangen                                                                    |      |
| Schloss Jours-en-Vaux Château de Jours-en-Vaux                            | Val-Mont                                 | Schloss                     |                                                                               |      |
| Schloss Jours-lès-Baigneux Château de Jours-lès-Baigneux                  | Jours-lès-Baigneux                       | Schloss                     |                                                                               |      |
| Schloss Laborde Château de Laborde                                        | Meursanges                               | Schloss                     |                                                                               |      |
| Schloss Lacanche Château de Lacanche                                      | Lacanche                                 | Schloss                     |                                                                               |      |
| Schloss Lacour Château de Lacour                                          | Lacour-d’Arcenay                         | Schloss                     |                                                                               |      |
| Schloss Lantenay Château de Lantenay                                      | Lantenay                                 | Schloss                     |                                                                               |      |
| Schloss Lantilly Château de Lantilly                                      | Lantilly                                 | Schloss                     |                                                                               |      |
| Schloss Laperrière Château de Laperrière                                  | Laperrière-sur-Saône                     | Schloss                     |                                                                               |      |
| Schloss Larrey Château de Larrey                                          | Larrey                                   | Schloss                     |                                                                               |      |
| Burg Layer Château de Layer                                               | Saulon-la-Chapelle                       | Burg                        |                                                                               |      |
| Burg Ledavrée Château de Ledavrée                                         | Clamerey                                 | Burg                        | Ruine                                                                         |      |
| Schloss Leuglay Château de Leuglay                                        | Leuglay                                  | Schloss                     |                                                                               |      |
| Schloss Longecourt Château de Longecourt-en-Plaine                        | Longecourt-en-Plaine                     | Schloss                     |                                                                               |      |
| Schloss Longvic Château de Longvic                                        | Longvic                                  | Schloss                     |                                                                               |      |
| Schloss Lusigny-sur-Ouche Château de Lusigny-sur-Ouche                    | Lusigny-sur-Ouche                        | Schloss                     |                                                                               |      |
| Schloss Lux Château de Lux                                                | Lux                                      | Schloss                     |                                                                               |      |
| Schloss Mâcon Château de Mâcon                                            | Saint-Martin-de-la-Mer                   | Schloss                     |                                                                               |      |
| Schloss Magnin                                                            | Brazey-en-Plaine                         | Schloss                     |                                                                               |      |
| Burg Magny-la-Ville Vieux château de Magny-la-Ville                       | Magny-la-Ville                           | Burg                        |                                                                               |      |
| Schloss Magny-la-Ville Château de Magny-la-Ville                          | Magny-la-Ville                           | Schloss                     |                                                                               |      |
| Schloss Magny-lès-Aubigny Château de Magny-lès-Aubigny                    | Magny-lès-Aubigny                        | Schloss                     |                                                                               |      |
| Burg Mâlain Château de Mâlain                                             | Mâlain                                   | Burg                        | Ruine                                                                         |      |
| Schloss La Maltroye Château de la Maltroye                                | Chassagne-Montrachet                     | Schloss                     |                                                                               |      |
| Schloss Marcellois Château de Marcellois                                  | Marcellois                               | Schloss                     |                                                                               |      |
| Burg Marigny-le-Cahouët Château de Marigny-le-Cahouët                     | Marigny-le-Cahouët                       | Burg                        |                                                                               |      |
| Schloss Marmont Château Marmont                                           | Châtillon-sur-Seine                      | Schloss                     |                                                                               |      |
| Schloss Marsannay Château de Marsannay                                    | Marsannay-la-Côte                        | Schloss                     |                                                                               |      |
| Schloss Masse Château de Masse                                            | Corcelles-les-Arts                       | Schloss                     |                                                                               |      |
| Schloss Mauvilly Château de Mauvilly                                      | Mauvilly                                 | Schloss                     |                                                                               |      |
| Schloss Meilly-sur-Rouvres Château de Meilly-sur-Rouvres                  | Meilly-sur-Rouvres                       | Schloss                     |                                                                               |      |
| Schloss Le Meix Château du Meix                                           | Le Meix                                  | Schloss                     |                                                                               |      |
| Schloss Melin Château de Melin                                            | Auxey-Duresses                           | Schloss                     |                                                                               |      |
| Schloss Ménessaire Château de Ménessaire                                  | Ménessaire                               | Schloss                     |                                                                               |      |
| Schloss Ménétreux Château de Ménétreux                                    | Ménétreux-le-Pitois                      | Schloss                     |                                                                               |      |
| Schloss Mercey Château de Mercey                                          | Saint-Prix-lès-Arnay                     | Schloss                     |                                                                               |      |
| Schloss Le Mesnil Château du Mesnil                                       | Brazey-en-Plaine                         | Schloss                     |                                                                               |      |
| Burg Meursault Château fort de Meursault                                  | Meursault                                | Burg                        |                                                                               |      |
| Schloss Meursault Château de Meursault                                    | Meursault                                | Schloss                     |                                                                               |      |
| Schloss Mimeure Château de Mimeure                                        | Mimeure                                  | Schloss                     |                                                                               |      |
| Schloss Minot Château de Minot                                            | Minot                                    | Schloss                     |                                                                               |      |
| Schloss Mirebeau-sur-Bèze Château de Mirebeau-sur-Bèze                    | Mirebeau-sur-Bèze                        | Schloss                     | Ruine                                                                         |      |
| Schloss Missery Château de Missery                                        | Missery                                  | Schloss                     |                                                                               |      |
| Schloss Molinot Château de Molinot                                        | Molinot                                  | Schloss                     |                                                                               |      |
| Schloss Moloy Château de Moloy                                            | Moloy                                    | Schloss                     |                                                                               |      |
| Burg Mont-Saint-Jean Château de Mont-Saint-Jean                           | Mont-Saint-Jean                          | Burg                        |                                                                               |      |
| Herrenhaus Montagnerot Manoir de Montagnerot                              | Fontangy                                 | Schloss (Herrenhaus)        |                                                                               |      |
| Schloss Montagny-lès-Beaune Château de Montagny-lès-Beaune                | Montagny-lès-Beaune                      | Schloss                     |                                                                               |      |
| Burg Montbard Château de Montbard                                         | Montbard                                 | Burg                        | Ruine                                                                         |      |
| Schloss Montculot Château de Montculot                                    | Urcy                                     | Schloss                     |                                                                               |      |
| Schloss Montenaille Château de Montenaille                                | Busserotte-et-Montenaille                | Schloss                     |                                                                               |      |
| Burg Montfort Château de Montfort                                         | Montigny-Montfort                        | Burg                        | Ruine                                                                         |      |
| Schloss Monthelie Château de Monthelie                                    | Monthelie                                | Schloss                     |                                                                               |      |
| Schloss Montigny-sur-Aube Château de Montigny-sur-Aube                    | Montigny-sur-Aube                        | Schloss                     |                                                                               |      |
| Schloss Montille Château de Montille                                      | Semur-en-Auxois                          | Schloss                     |                                                                               |      |
| Schloss Montmain Château de Montmain                                      | Montmain                                 | Schloss                     | Ruine                                                                         |      |
| Schloss Montmoyen Château de Montmoyen                                    | Montmoyen                                | Schloss                     |                                                                               |      |
| Schloss Montmusard Château de Montmusard                                  | Dijon                                    | Schloss                     | Griechischer Stil, wenige Teile erhalten                                      |      |
| Schloss Montot Château de Montot                                          | Brazey-en-Morvan                         | Schloss                     |                                                                               |      |
| Schloss Montot Château de Montot                                          | Montot                                   | Schloss                     |                                                                               |      |
| Schloss Montrichard Château de Montrichard                                | Trouhans                                 | Schloss                     |                                                                               |      |
| Schloss Mornay Château de Mornay                                          | Montigny-Mornay-Villeneuve-sur-Vingeanne | Schloss                     |                                                                               |      |
| Schloss Morteuil Château de Morteuil                                      | Merceuil                                 | Schloss                     |                                                                               |      |
| Burg Mosson Château-fort de Mosson                                        | Mosson                                   | Burg                        |                                                                               |      |
| Schloss La Motte Château de la Motte                                      | Quetigny                                 | Schloss                     |                                                                               |      |
| Schloss Moux Château de Moux                                              | Corgoloin                                | Schloss                     |                                                                               |      |
| Schloss Munois Château de Munois                                          | Darcey                                   | Schloss                     |                                                                               |      |
| Schloss Musigny Château de Musigny                                        | Musigny                                  | Schloss                     |                                                                               |      |
| Schloss Mussy-la-Fosse Château de Mussy-la-Fosse                          | Mussy-la-Fosse                           | Schloss                     |                                                                               |      |
| Burg Nesle Château fort de Nesle                                          | Nesle-et-Massoult                        | Burg                        | Ruine                                                                         |      |
| Festes Haus Neuvelle Maison forte de Neuvelle                             | Ladoix-Serrigny                          | Burg (Festes Haus)          |                                                                               |      |
| Schloss Nicey Château de Nicey                                            | Nicey                                    | Schloss                     |                                                                               |      |
| Schloss Noiron-sur-Bèze Château de Noiron-sur-Bèze                        | Noiron-sur-Bèze                          | Schloss                     |                                                                               |      |
| Schloss Norges Château de Norges                                          | Bretigny                                 | Schloss                     |                                                                               |      |
| Schloss La Noue Château de la Noue                                        | Longvic                                  | Schloss                     |                                                                               |      |
| Schloss Ogny Château d'Ogny                                               | Marcilly-Ogny                            | Schloss                     |                                                                               |      |
| Schloss Oisilly Château d'Oisilly                                         | Oisilly                                  | Schloss                     |                                                                               |      |
| Schloss Orain Château d'Orain                                             | Grignon                                  | Schloss                     |                                                                               |      |
| Schloss Orain Château d'Orain                                             | Orain                                    | Schloss                     |                                                                               |      |
| Burg Origny Château d'Origny                                              | Origny                                   | Burg                        | Abgegangen                                                                    |      |
| Schloss Ouges Château d'Ouges                                             | Ouges                                    | Schloss                     |                                                                               |      |
| Herrenhaus Pagny-la-Ville Manoir de Pagny-la-Ville                        | Pagny-la-Ville                           | Schloss (Herrenhaus)        |                                                                               |      |
| Schloss Pagny-le-Château Chateau de Pagny-le-Château                      | Pagny-le-Château                         | Schloss                     |                                                                               |      |
| Schloss Le Pasquier Château du Pasquier                                   | Vignoles                                 | Schloss                     |                                                                               |      |
| Herrenhaus La Perrière Manoir de la Perrière                              | Fixin                                    | Schloss (Herrenhaus)        |                                                                               |      |
| Schloss Perrigny-lès-Dijon Château de Perrigny-lès-Dijon                  | Perrigny-lès-Dijon                       | Schloss                     |                                                                               |      |
| Herrenhaus Pichanges Manoir de Pichanges                                  | Pichanges                                | Schloss                     |                                                                               |      |
| Schloss Pluvault Château de Pluvault                                      | Longeault-Pluvault                       | Schloss                     |                                                                               |      |
| Schloss Pommard Château de Pommard                                        | Pommard                                  | Schloss                     |                                                                               |      |
| Schloss Posanges Château de Posanges                                      | Posanges                                 | Schloss                     |                                                                               |      |
| Schloss Pouilly-sur-Saône Château de Pouilly-sur-Saône                    | Pouilly-sur-Saône                        | Schloss                     |                                                                               |      |
| Schloss Promenois Château de Promenois                                    | Jouey                                    | Schloss                     |                                                                               |      |
| Schloss Prusly-sur-Ource Château de Prusly-sur-Ource                      | Prusly-sur-Ource                         | Schloss                     |                                                                               |      |
| Schloss Puits Château de Puits                                            | Puits                                    | Schloss                     |                                                                               |      |
| Schloss Quemigny-sur-Seine Château de Quemigny-sur-Seine                  | Quemigny-sur-Seine                       | Schloss                     |                                                                               |      |
| Schloss Quincerot Château de Quincerot                                    | Quincerot                                | Schloss                     |                                                                               |      |
| Schloss Quincey Château de Quincey                                        | Quincey                                  | Schloss                     |                                                                               |      |
| Schloss Renève Château de Renève                                          | Renève                                   | Schloss                     |                                                                               |      |
| Festes Haus Reuillon Maison forte de Reuillon                             | Censerey                                 | Burg (Festes Haus)          |                                                                               |      |
| Schloss La Roche-en-Brenil Château de La Roche-en-Brenil                  | La Roche-en-Brenil                       | Schloss                     |                                                                               |      |
| Schloss Rochefort Château de Rochefort                                    | Asnières-en-Montagne                     | Schloss                     | Ruine                                                                         |      |
| Burg Rochefort-sur-Brévon Château-fort de Rochefort-sur-Brévon            | Rochefort-sur-Brévon                     | Burg                        |                                                                               |      |
| Schloss Rochefort-sur-Brévon Château de Rochefort-sur-Brévon              | Rochefort-sur-Brévon                     | Schloss                     |                                                                               |      |
| Burg La Rochepot Château de La Rochepot                                   | La Rochepot                              | Burg                        |                                                                               |      |
| Schloss Rocheprise Château de Rocheprise                                  | Brémur-et-Vaurois                        | Schloss                     |                                                                               |      |
| Schloss La Rochette Château de la Rochette                                | Sincey-lès-Rouvray                       | Schloss                     |                                                                               |      |
| Schloss La Rochette Château de la Rochette                                | Vic-de-Chassenay                         | Schloss                     |                                                                               |      |
| Burg La Romagne Commanderie de La Romagne                                 | Saint-Maurice-sur-Vingeanne              | Burg (Templer)              |                                                                               |      |
| Schloss Romprey Château de Romprey                                        | Bure-les-Templiers                       | Schloss                     |                                                                               |      |
| Schloss Rosa Château Rose                                                 | Grosbois-en-Montagne                     | Schloss                     |                                                                               |      |
| Burg Rosières Château de Rosières                                         | Saint-Seine-sur-Vingeanne                | Burg                        |                                                                               |      |
| Burg Rougemont Château de Rougemont                                       | Rougemont                                | Burg                        |                                                                               |      |
| Schloss Le Roussay Château du Roussay                                     | Clomot                                   | Schloss                     |                                                                               |      |
| Schloss Rouvres Château de Rouvres                                        | Rouvres-en-Plaine                        | Schloss                     |                                                                               |      |
| Burg Saffres Château de Saffres                                           | Saffres                                  | Burg                        | Ruine                                                                         |      |
| Schloss Saint-Andeux Château de Saint-Andeux                              | Saint-Andeux                             | Schloss                     |                                                                               |      |
| Schloss Saint-Anthot Château de Saint-Anthot                              | Saint-Anthot                             | Schloss                     |                                                                               |      |
| Fort Saint-Apollinaire Redoute de Saint-Apollinaire                       | Saint-Apollinaire                        | Festung                     |                                                                               |      |
| Schloss Saint-Jacques Château Saint-Jacques                               | Labergement-lès-Seurre                   | Schloss                     |                                                                               |      |
| Schloss Saint-Jean Château Saint-Jean                                     | Grancey-le-Château-Neuvelle              | Schloss                     |                                                                               |      |
| Burg Saint-Maurice Château fort Saint-Maurice                             | Saint-Victor-sur-Ouche                   | Burg                        | Ruine                                                                         |      |
| Schloss Saint-Rémy Château de Saint-Rémy                                  | Saint-Rémy                               | Schloss                     |                                                                               |      |
| Burg Saint-Romain Château fort de Saint-Romain                            | Saint-Romain                             | Burg                        | Ruine                                                                         |      |
| Burg Saint-Seine Château de Saint-Seine                                   | Saint-Seine-sur-Vingeanne                | Burg                        |                                                                               |      |
| Festes Haus Saint-Seine Maison forte de Saint-Seine                       | Saint-Seine-sur-Vingeanne                | Burg (Festes Haus)          |                                                                               |      |
| Schloss Sainte-Colombe-en-Auxois Château de Sainte-Colombe-en-Auxois      | Sainte-Colombe-en-Auxois                 | Schloss                     |                                                                               |      |
| Schloss Sainte-Sabine Château de Sainte-Sabine                            | Sainte-Sabine                            | Schloss                     |                                                                               |      |
| Burg Salives Château de Salives                                           | Salives                                  | Burg                        | Ruine                                                                         |      |
| Burg Salmaise Château de Salmaise                                         | Salmaise                                 | Burg                        |                                                                               |      |
| Schloss Santenay Château de Santenay                                      | Santenay                                 | Schloss                     |                                                                               |      |
| Schloss Saulon Château de Saulon                                          | Saulon-la-Rue                            | Schloss                     |                                                                               |      |
| Schloss Savigny-lès-Beaune Château de Savigny-lès-Beaune                  | Savigny-lès-Beaune                       | Schloss                     |                                                                               |      |
| Schloss Savigny-sous-Mâlain Château de Savigny-sous-Mâlain                | Savigny-sous-Mâlain                      | Schloss                     |                                                                               |      |
| Schloss Savoisy Château de Savoisy                                        | Savoisy                                  | Schloss                     |                                                                               |      |
| Schloss Les Seigneurs de Pagny Château des seigneurs de Pagny             | Pagny-le-Château                         | Schloss                     |                                                                               |      |
| Burg Semur-en-Auxois Château de Semur-en-Auxois                           | Semur-en-Auxois                          | Burg                        |                                                                               |      |
| Schloss La Serrée Château de la Serrée                                    | Mesmont                                  | Schloss                     |                                                                               |      |
| Schloss Serrigny Château de Serrigny                                      | Ladoix-Serrigny                          | Schloss                     |                                                                               |      |
| Schloss Seurre Château de Seurre                                          | Seurre                                   | Schloss                     |                                                                               |      |
| Burg Souhey Château de Souhey                                             | Souhey                                   | Burg                        |                                                                               |      |
| Schloss Soussey-sur-Brionne Château de Soussey-sur-Brionne                | Soussey-sur-Brionne                      | Schloss                     |                                                                               |      |
| Schloss Tailly Château de Tailly                                          | Tailly                                   | Schloss                     |                                                                               |      |
| Fürstenenburg Talant Château des ducs de Bourgogne                        | Talant                                   | Burg                        | Abgegangen                                                                    |      |
| Schloss Talmay Château de Talmay                                          | Talmay                                   | Schloss                     |                                                                               |      |
| Schloss Tanyot Château de Tanyot                                          | Tanay                                    | Schloss                     |                                                                               |      |
| Herrenhaus Tarperon Manoir de Tarperon                                    | Beaunotte                                | Schloss                     |                                                                               |      |
| Schloss Tavannes Château de Tavannes                                      | Aisey-sur-Seine                          | Schloss                     |                                                                               |      |
| Herrenhaus der Templer Manoir dit des Templiers                           | Thoisy-le-Désert                         | Schloss                     |                                                                               |      |
| Schloss Ternant Château de Ternant                                        | Ternant                                  | Schloss                     |                                                                               |      |
| Burg Thenissey Château vieux de Thenissey                                 | Thenissey                                | Burg                        |                                                                               |      |
| Schloss Thenissey Château de Thenissey                                    | Thenissey                                | Schloss                     |                                                                               |      |
| Burg Thil Château de Thil                                                 | Vic-sous-Thil                            | Burg                        | Ruine                                                                         |      |
| Schloss Thoisy-la-Berchère Château de Thoisy-la-Berchère                  | Thoisy-la-Berchère                       | Schloss                     |                                                                               |      |
| Schloss Thorey-sur-Ouche Château de Thorey-sur-Ouche                      | Thorey-sur-Ouche                         | Schloss                     |                                                                               |      |
| Schloss Thoste Château de Thoste                                          | Thoste                                   | Schloss                     |                                                                               |      |
| Schloss Thury Château de Thury                                            | Thury                                    | Schloss                     |                                                                               |      |
| Schloss Tichey Château de Tichey                                          | Tichey                                   | Schloss                     |                                                                               |      |
| Schloss Les Tourelles Château des Tourelles                               | Chevigny-en-Valière                      | Schloss                     |                                                                               |      |
| Schloss Turcey Château de Turcey                                          | Turcey                                   | Schloss                     |                                                                               |      |
| Schloss Vannaire Château de Vannaire                                      | Vannaire                                 | Schloss                     |                                                                               |      |
| Schloss Vantoux Château de Vantoux                                        | Messigny-et-Vantoux                      | Schloss                     |                                                                               |      |
| Schloss La Velle Château de la Velle                                      | Meursault                                | Schloss                     |                                                                               |      |
| Schloss Vellerot Château de Vellerot                                      | Saint-Pierre-en-Vaux                     | Schloss                     |                                                                               |      |
| Schloss Venarey-les-Laumes Château de Venarey-les-Laumes                  | Venarey-les-Laumes                       | Schloss                     |                                                                               |      |
| Schloss Verrey Château de Verrey                                          | Verrey-sous-Salmaise                     | Schloss                     |                                                                               |      |
| Schloss Verrey-sous-Drée Château de Verrey-sous-Drée                      | Verrey-sous-Drée                         | Schloss                     |                                                                               |      |
| Schloss Vesvrotte Château de Vesvrotte                                    | Beire-le-Châtel                          | Schloss                     |                                                                               |      |
| Schloss Veullerot Château de Veullerot                                    | Liernais                                 | Schloss                     |                                                                               |      |
| Schloss Vianges Château de Vianges                                        | Vianges                                  | Schloss                     |                                                                               |      |
| Schloss Vignoles Château de Vignoles                                      | Vignoles                                 | Schloss                     |                                                                               |      |
| Burg Villaines-en-Duesmois Château ducal de Villaines-en-Duesmois         | Villaines-en-Duesmois                    | Burg                        | Ruine                                                                         |      |
| Schloss Villaines-en-Duesmois Château de Villaines-en-Duesmois            | Villaines-en-Duesmois                    | Schloss                     |                                                                               |      |
| Schloss Villaines-en-Duesmois 3 Château de Villaines-en-Duesmois 3        | Villaines-en-Duesmois                    | Schloss                     | Abgegangen                                                                    |      |
| Schloss Villaines-en-Duesmois 4 Château de Villaines-en-Duesmois 4        | Villaines-en-Duesmois                    | Schloss                     | Abgegangen                                                                    |      |
| Schloss Villargoix Château de Villargoix                                  | Villargoix                               | Schloss                     |                                                                               |      |
| Schloss Villars Château de Villars                                        | Dompierre-en-Morvan                      | Schloss                     |                                                                               |      |
| Festes Haus Villars Maison forte de Villars                               | Liernais                                 | Schloss (Festes Haus)       |                                                                               |      |
| Schloss Villars-Fontaine Château de Villars-Fontaine                      | Villars-Fontaine                         | Schloss                     |                                                                               |      |
| Schloss Villars-et-Villenotte Château de Villars-et-Villenotte            | Villars-et-Villenotte                    | Schloss                     |                                                                               |      |
| Schloss Villeberny Château de Villeberny                                  | Villeberny                               | Schloss                     |                                                                               |      |
| Schloss Villecomte Château de Villecomte                                  | Villecomte                               | Schloss                     |                                                                               |      |
| Schloss Villeferry Château de Villeferry                                  | Villeferry                               | Schloss                     |                                                                               |      |
| Schloss Villeneuve Château de Villeneuve                                  | Essey                                    | Schloss                     |                                                                               |      |
| Burg Villers-la-Faye Château de Villers-la-Faye                           | Villers-la-Faye                          | Burg                        |                                                                               |      |
| Schloss Villey-sur-Tille Château de Villey-sur-Tille                      | Villey-sur-Tille                         | Schloss                     |                                                                               |      |
| Schloss Villiers Château de Villiers                                      | Pouillenay                               | Schloss                     |                                                                               |      |
| Schloss Villiers-en-Morvan Château de Villiers-en-Morvan                  | Villiers-en-Morvan                       | Schloss                     |                                                                               |      |
| Schloss Villiers-le-Duc Château de Villiers-le-Duc                        | Villiers-le-Duc                          | Schloss                     |                                                                               |      |
| Schloss Villotte-Saint-Seine Château de Villotte-Saint-Seine              | Villotte-Saint-Seine                     | Schloss                     |                                                                               |      |
| Schloss Villotte-sur-Ource 1 Château de Villotte-sur-Ource 1              | Villotte-sur-Ource                       | Schloss                     |                                                                               |      |
| Schloss Villotte-sur-Ource 2 Château de Villotte-sur-Ource 2              | Villotte-sur-Ource                       | Schloss                     |                                                                               |      |
| Schloss Villy-en-Auxois Château de Villy-en-Auxois                        | Villy-en-Auxois                          | Schloss                     |                                                                               |      |
| Festes Haus Villy-le-Moutier Maison forte de Villy-le-Moutier             | Villy-le-Moutier                         | Burg (Festes Haus)          |                                                                               |      |
| Schloss Vosne-Romanée Château de Vosne-Romanée                            | Vosne-Romanée                            | Schloss                     |                                                                               |      |
| Schloss Voudenay Château de Voudenay                                      | Voudenay                                 | Schloss                     |                                                                               |      |
| Schloss Le Vougeot Château du Clos de Vougeot                             | Vougeot                                  | Schloss                     |                                                                               |      |